# Imielno (powiat gnieźnieński)
Imielno – wieś w Polsce położona w województwie wielkopolskim, w powiecie gnieźnieńskim, w gminie Łubowo.
W latach 1975–1998 miejscowość należała administracyjnie do województwa poznańskiego.
We wsi znajduje się neogotycki kościół pod wezwaniem Narodzenia NMP z 1870. Na miejscowym cmentarzu pochowany jest Eugeniusz Kameduła, pedagog, profesor Uniwersytetu im. Adama Mickiewicza w Poznaniu.